# Zlatko Horvat
Zlatko Horvat (Zagreb, 25 de setembro de 1984) é um handebolista profissional croata, medalhista olímpico.